# Wereldkampioenschappen tafeltennis 2000
Het wereldkampioenschap tafeltennis 2000 voor landenteams werd van 19 tot 26 februari 2000 gehouden in Kuala Lumpur, Maleisië. Het is de vijfenveertigste editie van dit kampioenschap. Zowel bij de mannen als de vrouwen begon China aan het toernooi als titelverdediger.
Oorspronkelijk zouden de wereldkampioenschappen 1999 plaatsvinden in Belgrado, Joegoslavië van 26 april tot 9 mei 1999, maar vanwege de NAVO bombardementen op Belgrado werd het kampioenschap uitgesteld en opgesplitst: de vijf individuele onderdelen werden in augustus in Eindhoven gespeeld en beide teamonderdelen werden in 2000 in Maleisië gespeeld.

## Uitslagen
| Categorie           | Goud                                                                   | Zilver                                                                | Brons |
| ------------------- | ---------------------------------------------------------------------- | --------------------------------------------------------------------- | --- |
| Mannenteam Details  | Zweden Fredrik Håkansson Peter Karlsson Jörgen Persson Jan-Ove Waldner | China Kong Linghui Liu Guoliang Liu Guozheng Ma Lin Wang Liqin        | Italië Umberto Giardina Massimiliano Mondello Valentino Piacentini Yang Min Japan Seiko Iseki Kōji Matsushita Hiroshi Shibutani Toshio Tasaki Ryo Yuzawa |
| Vrouwenteam Details | China Guo Yue Li Ju Niu Jianfeng Wang Nan Zhang Yining                 | Chinees Taipei Chen Jing Lu Yun-feng Pan Li-chun Tsui Hsiu-li Xu Jing | Roemenië Otilia Bădescu Ana Gogorita Antonela Manac Mihaela Șteff Zuid-Korea Kim Moo-kyo Lee Eun-sil Park Hae-jung Ryu Ji-hae Seok Eun-mi                |